# Claw and Hoarder: Special Ricktim's Morty
"Claw and Hoarder: Special Ricktim's Morty" er den fjerde episode i den fjerde sæson af Adult Swims tegnefilmserie Rick and Morty. Den er skrevet af Jeff Loveness og instrueret af Anthony Chun, og afsnittet havde premiere den 8. december 2019. Titlen er en reference til tv-serien Law & Order: Special Victims Unit.
Efter Morty plager Rick om at få en drage, giver han endelig efter, så han får Balthromaw. Det viser sig dog at Rick har mere til fælles med dragen en Morty, som Balthromaw ikke bryder sig om. Imens rejser Jerry til Florida med en talende kat.
Afsnittet fik en blandet modtagelse, og blev set af ca. 1,63 mio. personer ved første visning.